# Framsundet
Framsundet - eller Frambassinet - er sundet mellem Svalbard og Grønland. Sundet er den dybeste forbindelse mellem Nordatlanten og Ishavet og udgør grænsen mellem de to have. Molloy-dybet er over 5 km dybt. Sundet er navngivet efter det norske ekspeditionsskib Fram, som blandt andet polarforskerne Fridtjof Nansen og Roald Amundsen brugte til flere af deres ekspeditioner.